# Авксентий Медиоланский
Авксентий Медиоланский — арианский теолог и епископ Милана. Из-за своих взглядов рассматривается католической церковью как еретик, и не включен в список епископов Милана, выгравированный в Миланском соборе. Во время арианского спора Авксентий принадлежал к омийской партии и являлся одним из основных противников Никейского собора на Западе.
Авксентий был уроженцем Каппадокии, в 343 году его рукоположил в священники Григорий Каппадокийский, арианский епископ Александрии. По свидетельству своего оппонента Афанасия Великого, он даже не знал латинского языка. После того, как на Миланском соборе 355 года под давлением императора Констанция II основные оппоненты арианства, включая епископа Милана Дионисия были отправлены в ссылку, стал епископом Милана.
Играл важную роль на соборе в Аримине. После смерти Констанция предпринимались неоднократные попытки осудить взгляды Авксентия и сместить его. В 364 году он был осуждён по результатам диспута с Иларием Пиктавийским. На созванном папой Дамасием соборе в Риме был объявлен еретиком, но всё равно сохранил свою кафедру.
Преемником Авксентия после его смерти в 374 году стал сторонник Никейского символа веры Амвросий Медиоланский.